# روزالیماس
روزالیماس (به لاتین: Rozalimas) یک شهرک در لیتوانی است که در شهرستان شاولیای واقع شده‌است. روزالیماس ۷۴۶ نفر جمعیت دارد.